# Homo cepranensis
Homo cepranensis é um hominídeo extinto cujo fóssil foi descoberto por Italo Bidittu em 1994, na cidade de Ceprano, província de Frosinone (Itália).
Após a reconstrução dos fragmentos encontrados, realizada pelo geólogo Aldo Segre e pela paleontóloga Eugenia Segre Naldini, calculou-se que a capacidade craniana desta espécie poderia ser de até 1200 cm³, o que significa um cérebro claramente maior que o do Homo ergaster e do H. erectus. A idade do fóssil é estimada entre 800 000 e 900 000 anos (mais jovem que os fósseis atribuídos ao H. antecessor da Espanha).
As diferenças encontradas com as espécies conhecidas do género Homo levaram à definição formal deste hominídeo como espécie diferente: Homo cepranensis. Entretanto, ainda não existe material suficiente para a análise completa da espécie.